# Boulevardteatern

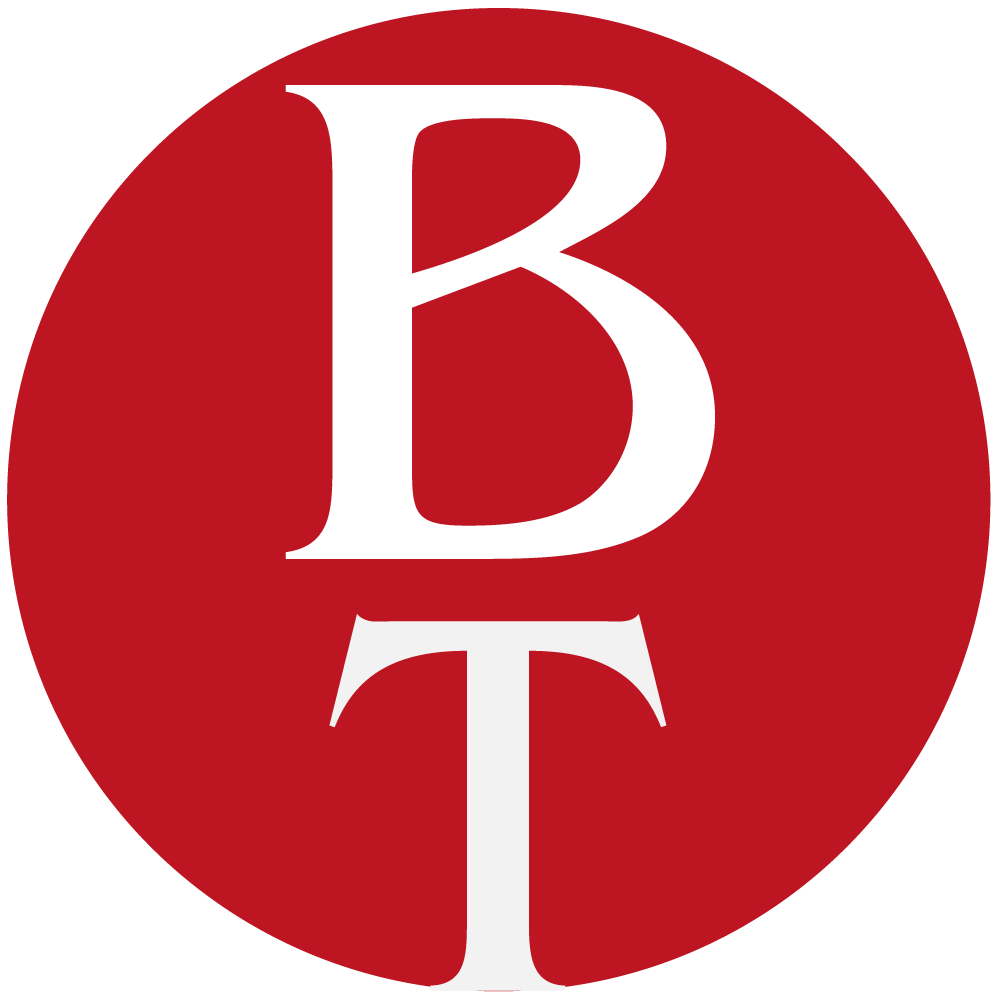
Boulevardteaterns logo

Den här artikeln handlar om teatergruppen Boulevardteatern samt deras fd. scen på Götgatan. För den äldre teatern på Ringvägen med samma namn, se Nöjeskatten.

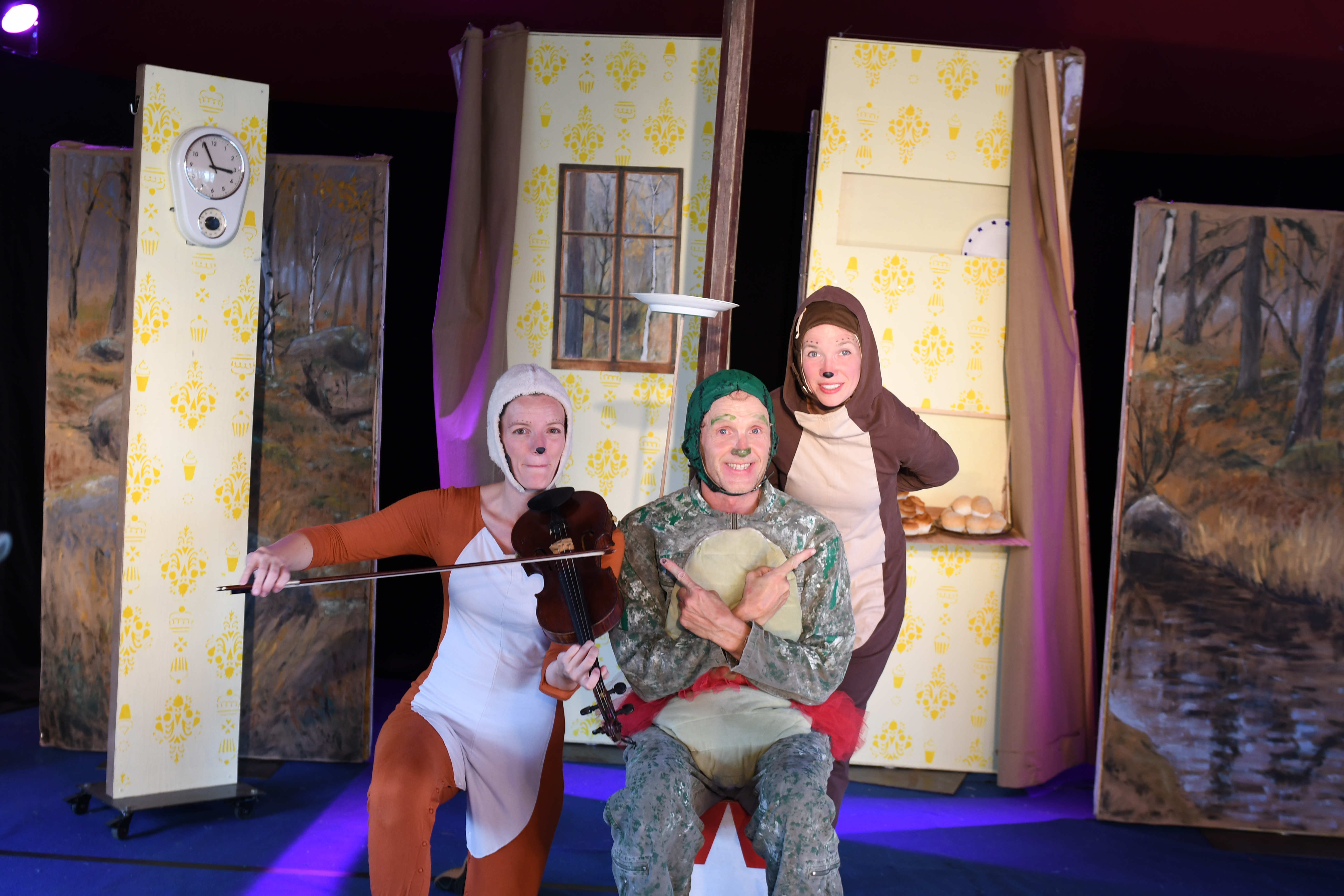
Skådespelare från Boulevardteatern efter en föreställning under Barnteaterveckan på Hildasholm i Leksand 2021.

Boulevardteatern är från 2018 en riksturnerande teater med sitt säte i Stockholm. Fram t.o.m 2017 hade de en scen på Götgatan 73 på Södermalm i Stockholm.

## Boulevardteatern - en riksturnerande grupp (från 2018)
2018 övergick Boulevardteatern (under Roger Westberg och Yvonne Granaths ledning) till att bli en riksturnerande teatergrupp. De fortsatte sin tidigare verksamhet i Stockholm med teaterkurser för barn och vuxna samt en eftergymnasial skådespelarutbildning i Stockholm. Boulevardteaterns nuvarande adress (utan egen scen) är Skånegatan 63 på Södermalm i Stockholm. Under sommaren flyttar Boulevardteatern verksamheten till Gangvide Farm i När, Gotland där de spelar föreställningar och ger kurser under ett par veckor.

## Boulevardteaterns scen på Götgatan

### Boulevardteatern 1984-2006 (fd Tidningsteatern)

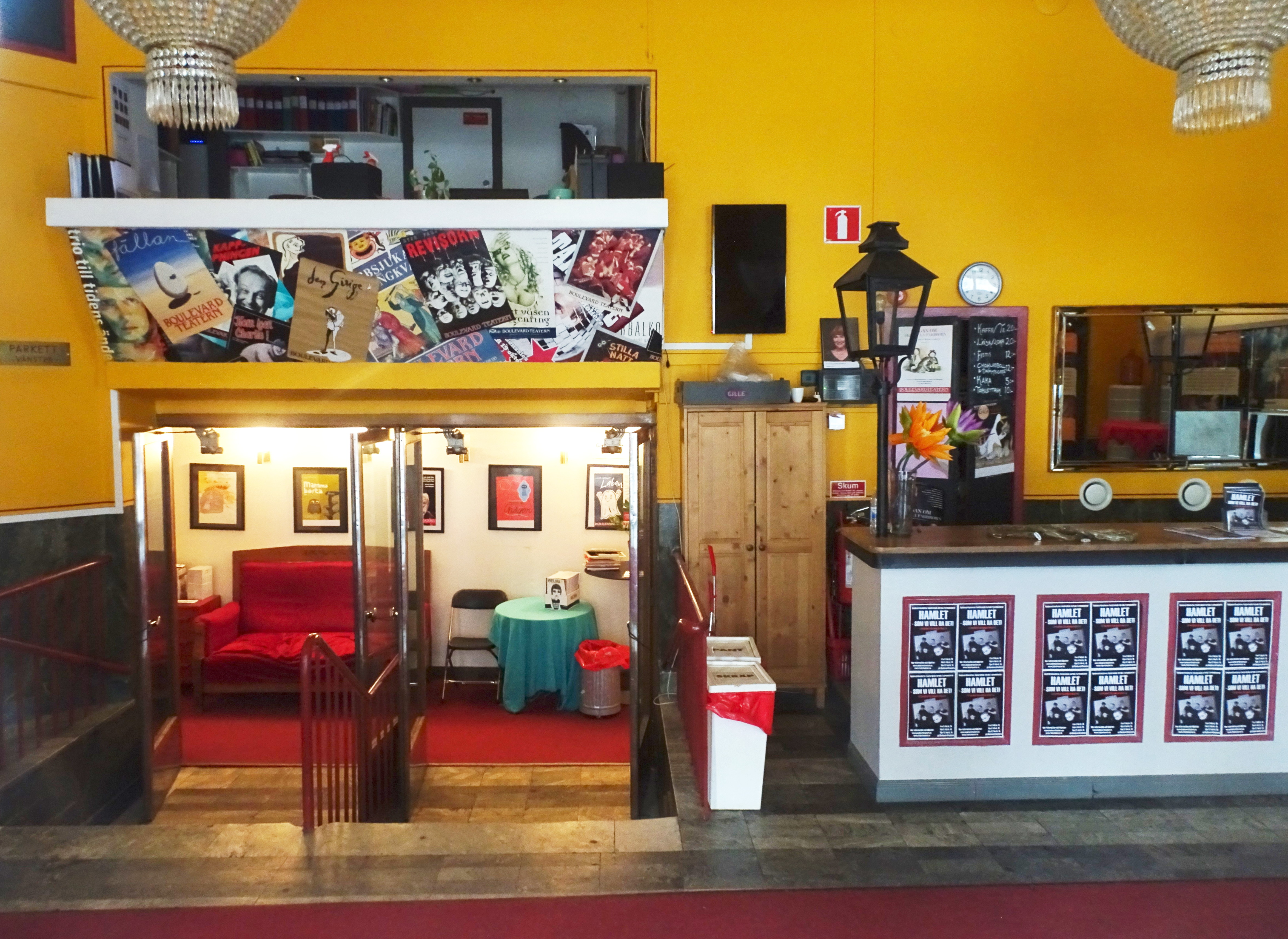
Boulevardteatern, foajén, 2017.

Boulevardteatern startades 1984 på Götgatan 73 på Södermalm i Stockholm av Tidningsteatern. Lokalen är en ombyggd biograf - Söderbio, som öppnade 1942. Teatern invigdes den 10 januari 1985 med en nyskriven pjäs av Michael Segerström Teaterterroristerna (även som långfilmen Teaterterroristerna 1984), som handlade om en liten teatergrupp i svårigheter som börjar tvivla på sitt eget existensberättigande, man har sedan starten gjort ett tjugotal uppsättningar, bland andra Revisorn, Onkel Vanja och Den Girige. På hösten 2002 spelades Clownen luktar bensin.

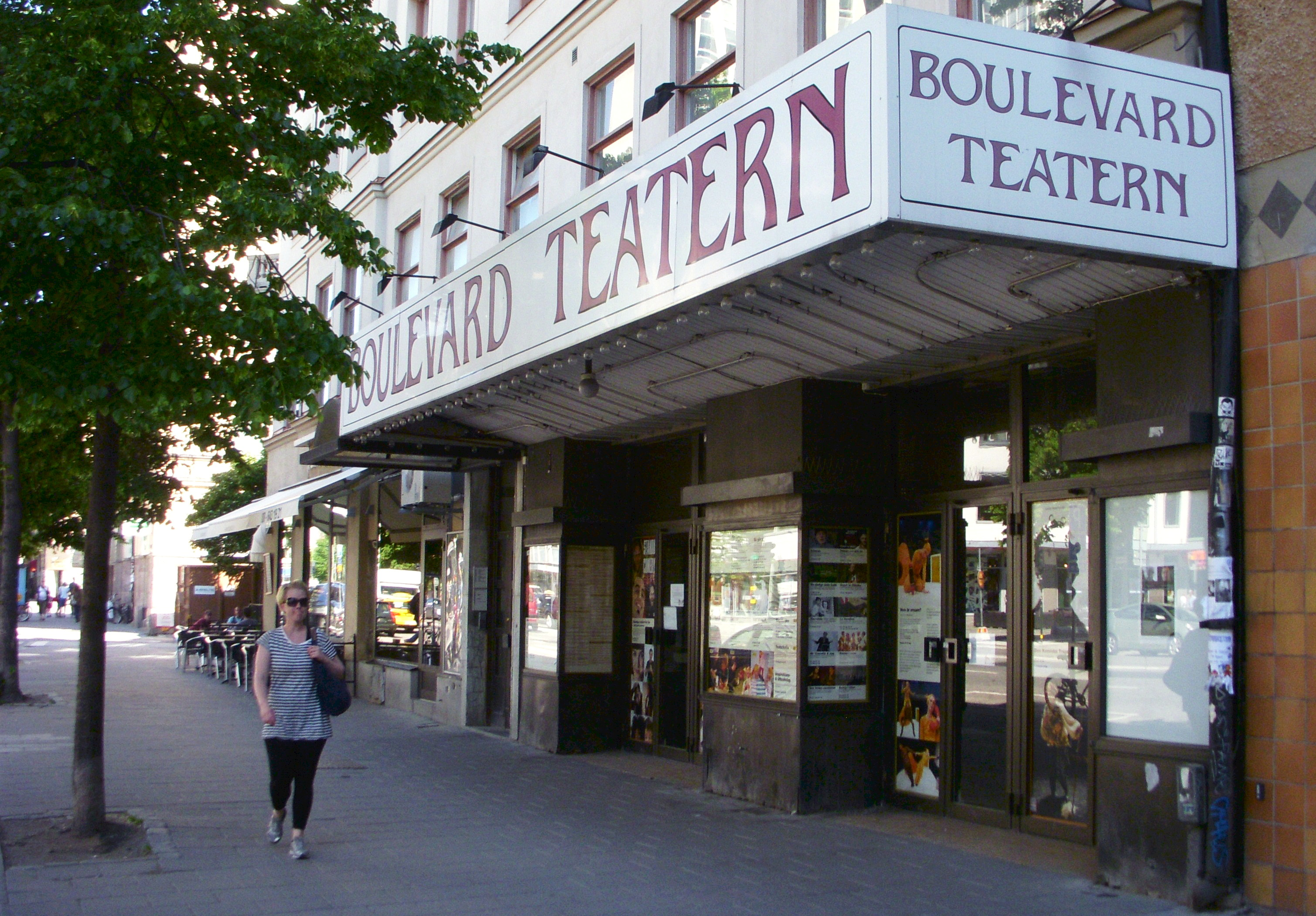
Boulevardteatern, juni 2010

### Roger Westberg övertar och driver teatern, 2006-2017
2006 övertog Roger Westberg och Yvonne Granath ledarskapet för teatern. Verksamheten bestod av föreställningar, teaterkurser för barn och vuxna samt en eftergymnasial skådespelarutbildning under namnet Boulevardteaterns Teaterskola. Nyårsafton 2017 avslutade de sin 12-åriga tid på Götgatan med en föreställning av ”William Shakespeares samlade verk (förkortat) – 37 pjäser på 97 minuter”.

### Scenen lägg ner
2018 såldes teaterlokalen på Götgatan 73 av bostadsrättsföreningen och blev en cykelaffär. Lokalen togs 2022 över av Ö2 Scenkonst.

## Boulevardteaterns teaterskola
Boulevardteaterns teaterskola är en yrkesinriktad eftergymnasial teaterskola startad i Stockholm 2010 av teaterchef Roger Westberg. Skolan bedrivs i nära samarbete med Boulevardteatern. Övriga lärare är verksamma skådespelare, mimare, dramaturger, improvisatörer, och sång och talpedagoger.

## Uppsättningar
| År   | Produktion                          | Upphovsmän                                    | Regi                           | Noter |
| ---- | ----------------------------------- | --------------------------------------------- | ------------------------------ | --- |
| 1987 | Blasny, Blasny                      | Michael Segerström och Johan Ulveson          | Johan Sundberg Johnny Melville | Premiär 20 november 1987 Gunvor Pontén, Susanne Hallvares, Michael Segerström, Lennart Jähkel, Johan Ulveson, Erik Ranhagen, Mats Qviström, Nils Moritz, Lars Zachrisson Scenografi Olov Fältman, Koreografi Johnny Melville                                                             |
| 1988 | Kom igen, Charlie The Foreigner     | Larry Shue Översättning Göran O. Eriksson     | Peter Dalle                    | Premiär 2 mars 1988 Gunvor Pontén, Susanne Hallvares, Nils Moritz, Lennart Jähkel, Erik Ranhagen, Gert Fylking, Johan Ulveson Scenografi Olov Fältman |
| 1990 | Revisorn Ревизо́р, Revizór           | Nikolaj Gogol Översättning Staffan Skott      | Ragnar Lyth                    | Premiär 24 februari 1990 Michael Segerström, Gunvor Pontén, Sissela Kyle, Johan Ulveson, Tomas Norström, Nils Moritz, Lennart Jähkel, Hans Sandquist, Göran Thorell, Göran Berlander, Thomas Segerström, Anette Bjärlestam, Tommy Andersson Scenografi Nils Moritz, Kostym Kersti Vitali |
| 1991 | Stilla natt Season's Greetings      | Alan Ayckbourn Översättning Göran O. Eriksson | Jacob Nordenson                | Premiär 6 oktober 1991 Thomas Roos, Susanne Hallvares, Ingela Sahlin, Michael Segerström, Nils Moritz, Lena Strömdahl, Göran Thorell, Marienette Dahlin, Göran Berlander Scenografi Nils Moritz och Björn Fällström, Kostym Inger Pehrsson                                               |
| 1993 | Onkel Vanja Дядя Ваня, Djadja Vanja | Anton Tjechov                                 | Joachim Siegård                | < Premiär 10 oktober1993 Göthe Maxe, Susanne Hallvares, Sissela Kyle, Maud Hyttenberg, Michael Segerström, Nils Moritz, Jonas Uddenmyr, Inga Landgré, Bo Hülphers Scenografi och kostym Elisabeth Åström                                                                                 |
| 1995 | Den girige L'Avare                  | Molière Översättning Christer Kihlman         | Dag Malmberg Susanne Hallvares | Premiär 17 september 1995 Michael Segerström, Daniel Sjöberg, Lotta Beling, Björn Bengtsson, Magdalena Eshaya, Rune Hallberg, Inga Ålenius, Kenneth Bergström, Staffan Lindberg, Per Bodner Scenografi och kostym Elisabeth Åström                                                       |